# Lijst van rassen uit Star Wars (F-J)
Dit is een lijst van rassen uit de Star Warsfilmserie met een beginletter in de reeks F tot en met J.

## Fambaa
De Fambaa is een groot herbivoor amfibieachtig dier op de planeet Naboo die tot vijf meter hoog kan worden. Fambaa zijn traag en niet intelligent, maar ze zijn wel sterk. 
De Fambaa heeft vier grote poten die hoog boven de grond staan. Fambaas hebben een lange nek en een grote kop, waarmee ze al het benodigde voedsel opeten. Hun staart is kort en smal.
Fambaas zijn amfibieën, maar hebben een geschubde huid zoals reptielen. Fambaas eten bladeren van bomen en bosjes, maar eten ook planten die onderwater groeien.
Ze leven in kuddes van twaalf dieren, waardoor er nog minder gevaar voor ze is van roofdieren.
De Gungans hebben dit dier gedomesticeerd voor zwaar transport en oorlogsmaterieel.
De Fambaa komt voor in Star Wars: Episode I: The Phantom Menace.Hier worden twee Fambaas gebruikt tijdens de Slag om Naboo. De twee Fambaas dragen shield generators om een gigantisch deflectieschild over het Gungan leger te maken. Dit werkt, waardoor de kogels van de droids niet door het schild heen komen. De droids zelf kunnen er echter wel doorheen. Nadat het droid-leger door het schild heen was gelopen, bliezen ze de shield generators op waardoor het schild uitviel.
Ook komen Fambaas voor in de spellen Star Wars: Battlefront en Star Wars: Galaxies.

## Falumpaset
De Falumpaset zijn herbivore robuuste dieren met een hoogte van drie meter verblijven in de bossen en moerassen van Naboo. De Gungans gebruiken ze als last dieren en om het de katapulten van het Gungan Leger te verslepen. Boss Nass gebruikt er een als ceremonieel transportmiddel.

## Far-Outsiders
Far-Outsiders is een cryptische codenaam die door de Chiss wordt gegeven aan de aliens die het onbekende gebied van het Star Warssterrenstelsel onderzochten tijdens de Galactische burgeroorlog. Ze zijn waarschijnlijk de Yuuzhan Vong. De naam werd ook gebruikt door de inwoners van Zonama Sekot voor de indringers die hun planeet aanvielen.

## Feeorin
Een ras dat sterker wordt naarmate ze ouder worden. De piraat Nym, die een rol speelt in veel Star Wars computerspellen, is een Feeorin. Er is niet veel bekend over dit ras.

## Ferroan
Een niet echt bekend ras, dat allen werd genoemd in Force Heretic 1-3 en Rogue Planet. Ze hebben een ijsblauwe huid en wit haar, en wonen op de planeet Zonama Sekot.

## Firrerreo
De Firrerreo zijn een ras van mensachtigen van de planeet Firrerre. Ze hebben een gouden huidskleur. Het uitspreken van de naam van een Firrerreo wordt gezien als een teken van macht.
Ze wonen niet langer op Firrere, daar hun planeet werd vergiftigd door het keizerrijk. Ze vertrokken met grote schepen naar een andere planeet. Een van de Firrerreo, Hethrir, verraadde zijn volk in opdracht van Darth Vader. Na de val van het keizerrijk plunderde hij de schepen, en nam de kinderen mee om hen als slaven te verkopen.

## Fosh
De Fosh zijn een intelligent vogelachtig ras dat voor het eerst voorkwam in de The New Jedi Order-serie. De enige Fosh die in de boeken wordt genoemd is de Jedi Vergere.
De Fosh hebben nooit een grote populatie gehad op hun planeet. Derhalve zijn ze geen invloedrijk ras.

## Frozian
De Frozian zijn een ras van katachtigen, afkomstig van de planeet Froz. Ze hebben drie armen, en zijn op hun thuisplaneet onvruchtbaar.
Na de komst van het keizerrijk op hun planeet werd dit ras bijna uitgeroeid. Volgens de geruchten bestaat er echter nog een kleine kolonie van Frozian in een kunstmatige omgeving ondergronds.

## Frozarn
Frozarns zijn roze humanoïden met groene ogen en een hard pantser. Ze wonen op Mimban.

## Gado
Gados zijn dunne harige wezens met lange ledematen en wormachtige hoofden. De meeste van hun interne organen zijn uitgestrekt in de ribbenkast. Derhalve kan elke verwonding voor hen al fataal zijn. Ze komen van de planeet Abregado-rae.

## Gamorrean

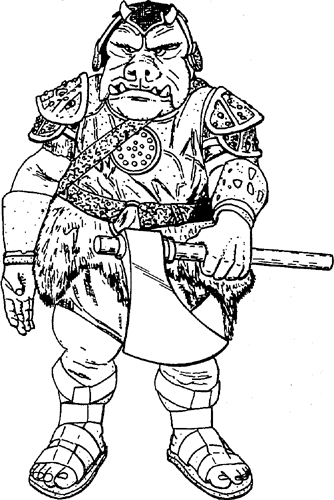
Een Gamorrean

Gamorrean zijn groene humanoïde zwijnen. Ze zijn niet erg intelligent en staan bekend om hun stank. Ze worden vooral ingezet als bewakers. Jabba de Hutt heeft een aantal Gamorreans in dienst in zijn paleis. Na de dood van Jabba de Hutt, werken ze tijdelijk voor Bib Fortuna. Maar als Boba Fett het paleis van Jabba overneemt blijven er twee Gamorrean over die vrijwillig als bewaker voor Boba werken. 
Gamorrean zijn erg sterk en derhalve goede vechters. Hun uiterlijk lijkt te zijn gebaseerd op de orcs uit de Dungeons & Dragons rollenspellen. Hun favoriete wapen is een bijl.

## Gand
Gands zijn insectachtigen afkomstig van de planeet Grand. Ze kennen twee subvormen: een groep met longen en een zonder. Die met longen zijn erg zeldzaam, en aangepast aan het leven in een atmosfeer met veel ammonia. Zuurstof is giftig voor hen. Gands zonder longen hebben regenererende krachten.
Veel Gands kiezen een vreemde baan: de Findsman. Een Findsman is een kruising tussen een sjamaan en een politieagent.
Een van de bekendste Gands is Zuckuss, een premiejager die door Darth Vader werd ingehuurd om Han Solo op te sporen.

## Gank
Ook wel bekend als "Gank Killers" vanwege hun gewelddadige aard. Ganks zijn cyborgs. De meeste werken voor de Hutts op Nar Shaddaa. Hun pantser is vaak gemodelleerd naar de planeet waarop ze wonen. Ze ruimen zonder medelijden alles en iedereen op die hun in de weg staat. Het verhaal gaat dat Mace Windu ooit 14 Ganks versloeg door enkel zijn lichtzwaard te tonen.

## Gerb
Gerbs zijn een zeldzaam ras van aliens met een bochel. Ze wonen op de dertiende maan van Yavin.

## Geonosian
De Geonosians zijn een insectachtig ras van de planeet Geonosis. Geonosians leven in koloniën. Allemaal hebben ze een hard exoskelet, en spreken in een vreemde taal die vooral uit klikkende geluiden bestaat. Op hun planeet ontstonden de Kloonoorlogen in de Slag om Geonosis.
Er zijn twee groepen Geonosians: de vleugelloze Darren die vooral het harde werk doen, en de gevleugelde aristocraten, die de bevelen geven. Geonosians kennen geen uitgebreid leger, maar bewapenen zichzelf wel met sonische blasters.
De aartshertog van Geonosis is Poggle the Lesser, een werker die met vleugels geboren werd en de macht overnam.

## Givin
De Givin komen van de planeet Yag'Dhul, en worden vaak gezien als monteurs voor ruimteschepen. Hun exoskelet beschermt hen bij het werken in een vacuüm en biedt weerstand tegen de meeste gifgassen. Ze hebben veel kennis over alles wat met getallen te maken heeft.

## Glymphid
De Glymphid zijn een ras van amfibieachtigen. De bekendste van hen is de podracer Aldar Beedo.

## Gorax
De Goraxes zijn een ras van kolossale aliens van de bosmaan Endor. Ze kunnen tot 30 meter hoog worden, en leven in grotten ver weg van de beboste gebieden. Ze jagen geregeld op Ewoks. Gorax’ zijn erg primitief. Ze zien eruit als mensachtigen met primaatgezichten en grote oren die erg gevoelig zijn voor geluiden van kleine dieren. Ze jagen ’s nachts want hun ogen zijn gevoelig voor fel licht. Een Gorax werd gezien in de film The Ewok Adventure.

## Gizka
De Gizka zijn een ras van reptielachtige wezens, die meededen in het videospel Star Wars: Knights of the Old Republic. Dankzij hun snelle manier van voortplanten komt men ze op veel planeten tegen. Het zorgt er tevens voor dat ze door velen als ongedierte worden gezien.

## Gorith
De Gorith zijn grote humanoïden met een snavel. Hun huidskleur varieert van groen tot blauw. Hun thuisplaneet is Gorithia. Ze beschouwen zichzelf als onafhankelijk van de rest van het universum, en zijn geen lid van de republiek.

## Gorog
De Gorog (of de 'Dark Nest') zijn een van de elf subgroepen van de Killik, die in de uiterste grens van het sterrenstelsel wonen. Ze kunnen zich afschermen van de Kracht. Ze worden gezien als kwaadaardig daar ze hun jongen levend voedsel geven en een voorliefde hebben voor oorlog.
De Gorog stonden onder bevel van de Dark Jedi’s Welk en Lomi Plo. Onder hun invloed werden de Gorog corrupt en wilden het sterrenstelsel veroveren. Ze bevonden zich aanvankelijk op de maan Kr. Ze werden vernietigd door Mara Jade en Luke Skywalker, Han en Leia Solo, een groep Jedimeesters en een aantal Bugcruncher' battle droids. Deze slag staat bekend als de Battle of Kr.

## Gossam
De Gossam zijn een humanoïde ras met lange nekken. Ze komen van de planeet Castell. Een bekende Gossam is Shu Mai, de president van de Commerce Guild.

## Gotal
Gotals komen van Antar 4. Omdat op die planeet geen zonlicht is, hebben Gotals vrijwel geen zicht. Ze gebruiken gevoelige andere zintuigen om hun omgeving waar te nemen. Ze lijken zich alleen aangetrokken te voelen tot andere wezens met horens of antennes.

## Gran
De Gran zijn aliens met drie ogen. Ze zijn 1.5 tot 1.8 meter groot en komen van de planeet Kinyen. Hun ogen bevinden zich op steeltjes. Hun huidskleur is oranje. Tijdens de laatste jaren van de oude republiek hadden ze een grote machtspositie binnen de Senaat.
De Gran vechten het liefst met hun blote vuisten of met handwapens zoals een klein pistool of granaten.

## Grizmalt
De Grismalt zijn de oorspronkelijke kolonisten van Naboo. Ze komen zelf van de planeet Grizmalt. Hun kolonisatie van Naboo vond ongeveer plaats in 3900 BBY.

## Gungan
De Gungans hebben humanoïde lichamen, maar hun hoofden bevatten vinachtige oren. Ze wonen in onderwatersteden (Otah Gunga) van de planeet Naboo. Een bekende Gungan is Jar Jar Binks. De Gungans en de menselijke inwoners van Naboo kunnen niet goed met elkaar overweg. Dit veranderde toen Padmé Amidala de twee dwong samen te werken tijdens de Slag om Naboo. Gungans zijn vechters van nature uit en hebben het "Gungan Grand Army" onder leiding van Boss Nass. Nadat hun stad Otoh Gunga overrompeld wordt door droids van de Trade Federation schuilen ze in hun geheime heilige plaats in de bossen op Naboo. 
Ze gebruiken voornamelijk ecologisch technologie. Voor transport gebruiken ze enkel dieren zoals de Kaadu's, Falumpasets en Fambaas.

## Gwurran
De Gwurran van de planeet Ansion zien eruit als Ansionians, alleen kleiner. Ze zijn hyperactief, en leven van voedsel dat ze stelen van reizigers.

## Habassa
De Habassa werden enkel genoemd in het X-Wing-computerspel. Ze komen van Habassa II, een planeet ingelijfd door het keizerrijk.

## Hallotan
De Hallotans zijn wezens van de planeet Muskree. Ze hebben de planeet omgevormd tot de industriële planeet die het nu is. Ze zijn zelf immuun voor de vervuiling die dit met zich meebracht.

## Hapan
De Hapans zijn de inwoners van de Hapes Cluster. Omdat deze cluster altijd sterk verlicht is, is hun gezichtsvermogen nauwelijks afgesteld op donkere omgevingen. De vrouwen van dit ras zijn dominant, en worden als erg mooi beschouwd.

## H'nemthean
H'nemtheans zijn reptielachtige wezens van de planeet H'nemthe. Ze hebben vier conelets en dubbele kaakbotten, wat voor een mengeling van botten en huid zorgt op hun gezicht. De hornlets zijn gevoelig voor zowel emoties als temperatuur. De mannen overleven vaak hun relatie met een vrouw niet. Dit omdat er gemiddeld 20 mannen zijn voor elke vrouw op hun thuisplaneet.

## Hoojib
De Hoojibs zijn kleine harige telepathisch begaafde aliens afkomstig van de planeet Arbra. Ze stonden toe dat de rebellen hun planeet als tijdelijk hoofdkwartier gebruikten na de Slag om Hoth. Een van de bekendste Hoojibs is Plif, die Luke Skywalker op verschillende missies vergezelde.

## Huk
De Huk zijn een ras van de gelijknamige planeet. Ze lijken op insecten, en doen denken aan de Geonosians. Hun planeet was voortdurend in oorlog met Kaleesh. De Galactische Republiek hielp de Huk in hun oorlog voordat de kloonoorlogen uitbraken.

## Ikopi
De Ikopi zijn een herbivore diersoort, gelijkend op geiten, met 2 lange en 2 korte hoorns die leven in de bossen en moerassen van Naboo.

## Iktotchi
De Iktotchi zijn een ras van aliens uit een afgelegen systeem in de uitgebreide regio’s van het sterrenstelsel. Ze hebben een harde, haarloze en vaak rode huid, en twee horens.
Een bekende Iktotchi is de Jedimeester Saesee Tiin.
Iktotchi staan bekend om hun vaardigheden als piloot.

## Iridonian
De Iridonians zijn humanoïden met een aantal kleine horens op hun hoofd. Hun thuisplaneet is Iridonia, hoewel ze ook veel koloniën hebben. Ze waren een van de eerste rassen die ruimtevaarttechnologie ontwikkelden. Ze hebben een sterke wilskracht, en zijn erg trots. Van nature willen ze onafhankelijk en onbevreesd zijn. De bekendste van de Iridonians is Darth Maul.
Hun kroon van horens ontwikkelt zich in hun puberteit. Hun huidskleur kan variëren van wit (zeldzaam) tot puur zwart. De meeste kleuren zijn crème, perzik en bruin. Zowel hun huidskleur als het feit of ze haar hebben of niet wordt genetisch bepaald, en verschilt derhalve per individu.

## Iridorian
De Iridorians waren een krijgersras met de reputatie erg bloeddorstig te zijn. Ze staan bekend als het ras met de meeste huurmoordenaars.
De Iridorians waren erg zeldzaam in binnen de republiek.

## Ishi Tib
Ishi Tibs zijn ecologische aliens van de planeet Tibrin. Ze zijn amfibieën met grote ogen en snavelvormige monden. Ze hebben longen die ook dienstdoen als interne kieuwen. Ze moeten minimaal één keer in 30 uur zichzelf onderdompelen in water, anders drogen ze uit. Ishi Tib zijn geduldig en wijs, en geven niets om overhaaste handelingen.
Er zijn enkele Ishi Tibs in Jabba de Hutts paleis.

## Ithorian
Ithorians zijn een ras van intelligente herbivoren van de planeet Ithor. Ze worden ook wel "Hammerheads" genoemd vanwege hun lange nek en T-vormige hoofd.
Ithorians hebben twee monden en een bruine vlezige huid. Ze zijn pacifistisch van aard, en veel van hen zijn galactische handelaren. Ze gebruiken alleen geweld als ze zich bedreigd voelen. Ook kunnen ze een zeer krachtige sonische golf afvuren vanuit vele openingen in hun nek.

## Jawa

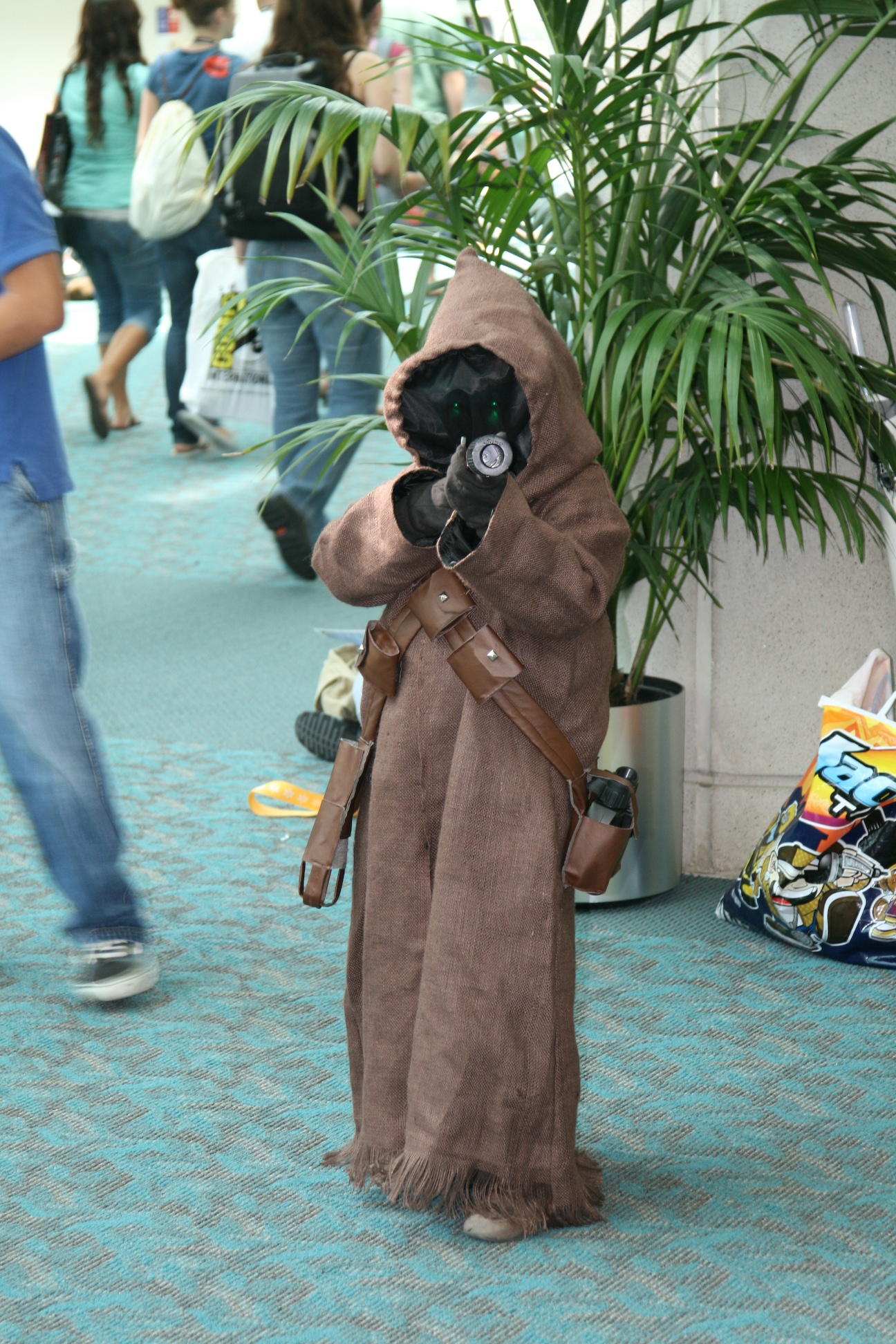
Jawa

Jawa’s zijn inwoners van de planeet Tatooine. Ze zijn een ras van kleine knaagdierachtige wezens. Vrijwel hun hele lichaam gaat verscholen onder een bruine cape, waardoor men enkel hun gloeiende ogen ziet. Ze staan bekend als harde werkers. Ze gebruiken Sandcrawlers voor transport in de woestijn van verkochte onderdelen. De meeste Jawa’s leven in stammen, die in forten wonen en leven van de handel in droids en andere onderdelen.

## Jin'Ha
De Jin'Ha zijn een ras van dat vooral bekend is voor hun vaardigheid bij het bewerken van Cortosis. Ze kwamen voor in het computerspel Star Wars: Obi-Wan, waarin ze de tegenstanders zijn van Obi-Wan Kenobi en Qui-Gon Jinn.